# Свіслоцька пуща
Сар'янська пуща — північна частина Біловезької пущі на правому березі річки Нарев в Свіслоцькому районі Гродненської області. Площа 25 тис. га.
Північну околицю займають чорничні і мошисті бори. У центральній частині долини річки Рудавка. Вздовж Нарева на низинних проточних драговинах зустрічаються ділянки ялинників і широколистяних лісів. У південній частині масиви верхових (соснових), перехідних і низинних.